# 1784 en droit
Cet article présente les faits marquants de l'année 1784 en droit.

## Événements
- L’empereur Joseph II empêche son frère Léopold de promulguer la constitution préparée pour la Toscane[1].
- Dernier procès en sorcellerie en Hongrie. L’accusé est acquitté[2].

- 11 mai : l’allemand devient langue administrative unique de l’empire[3] (1784 en Hongrie, 1785 en Bohême, 1787 dans le reste de la monarchie), ce qui provoque un violent mécontentement en Hongrie et en Galicie.

- 13 août : India Act, de William Pitt le Jeune, plaçant les acquisitions indiennes sous l’autorité du Parlement britannique[4].

- 16 août, Canada : les loyalistes installés au nord de la Nouvelle-Écosse obtiennent l’autorisation de former, sous l’autorité d’un gouvernement, d’un Conseil et d’une assemblée élue, la province du Nouveau-Brunswick[5]. L’île du Cap-Breton reçoit une administration séparée de celle de la Nouvelle-Écosse.